# Agnes-Bernauer-Festspiele

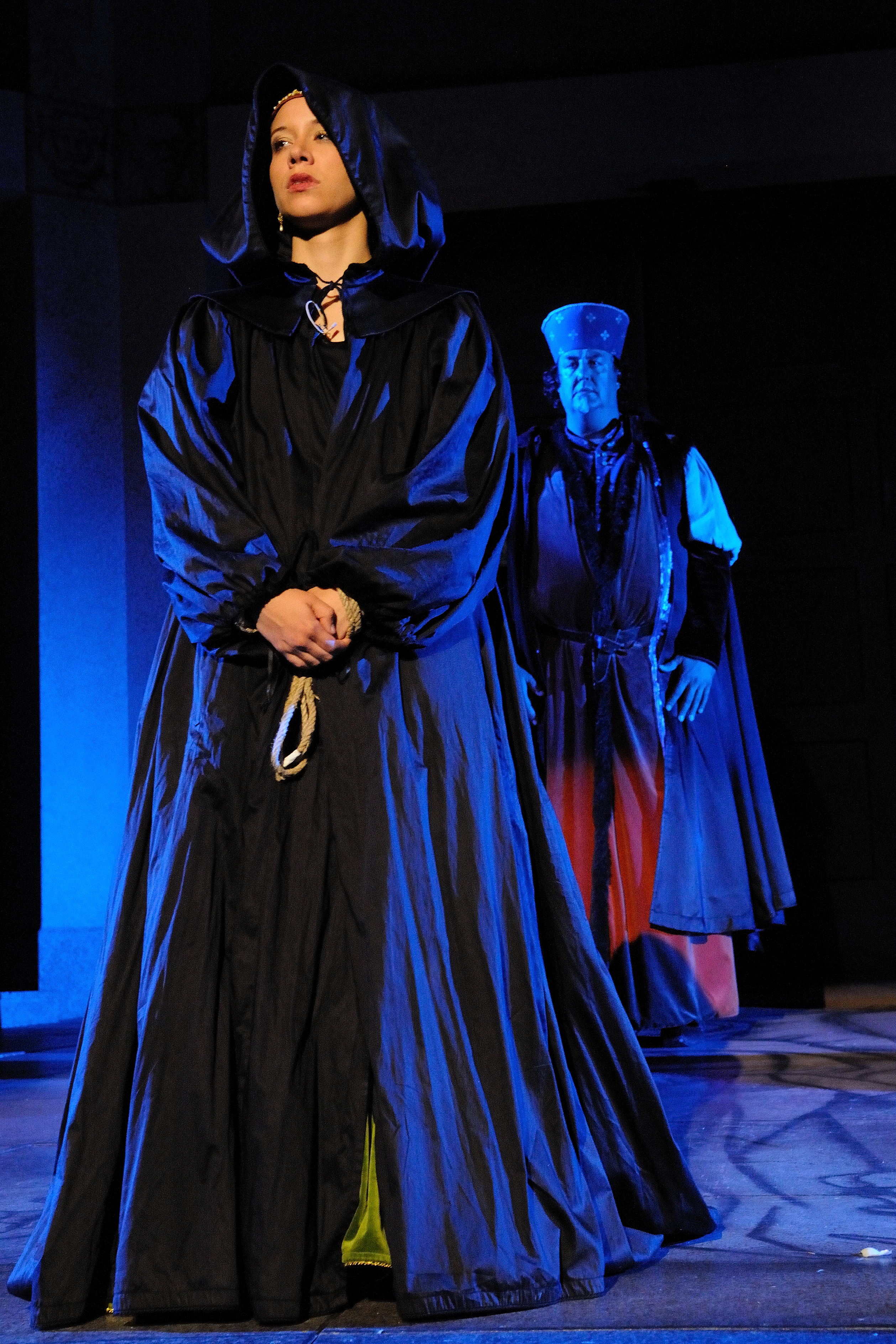
Agnes vor dem Richter (Agnes-Bernauer-Festspiele 2011)

Bei den Agnes-Bernauer-Festspielen wird seit 1935 alle vier Jahre (mit zwei durch den Zweiten Weltkrieg bzw. organisatorische Änderungen bedingten Unterbrechungen) von Laiendarstellern im Innenhof des Straubinger Herzogsschlosses ein eigens für diesen Anlass verfasstes Theaterstück über Leben und Sterben der Agnes Bernauer aufgeführt. Das Stück der ersten, noch stark von NSDAP-Gedankengut geprägten Festspiele von 1935 wurde von Eugen Hubrich verfasst und von den 1950ern bis in die 1980er Jahre immer wieder überarbeitet und dem Zeitgeschmack angepasst.
Seit 1953 werden die Festspiele vom Straubinger Agnes-Bernauer-Festspielverein veranstaltet. Dieser bestellte nach mehrjährigen internen Diskussionen in den 1990er Jahren beim Kötztinger Autorenduo Johannes Reitmeier und Thomas Stammberger ein neues Stück, das von 1995 bis einschließlich 2007 aufgeführt wurde und durch einen Wechsel von hochsprachlichen Adelsszenen und mundartlichen Volksszenen gekennzeichnet war. Für 2011 und 2015 verfasste Johannes Reitmeier wiederum ein neues Stück, das einen (höchstwahrscheinlich fiktiven) Prozess gegen Agnes Bernauer als Rahmenhandlung verwendete. Das Stück für die 2019er Festspiele stammte aus der Feder des Stern-Journalisten und Buchautors Teja Fiedler.
Die Hauptfigur der Festspiele, die schwäbische Baderstochter Agnes Bernauer, war in den 1430er Jahren die Lebensgefährtin (und vielleicht auch die erste Ehefrau) des bayerischen Herzogs Albrecht III. (1401–1460, regierender Herzog seit 1438), mit dem sie offenbar vor allem auf Schloss Blutenburg lebte, das Albrecht zu dieser Zeit ausbauen ließ. Agnes’ Partner geriet durch diese nicht standesgemäße Verbindung in Konflikt mit seinem Vater, Herzog Ernst (1373–1438, regierender Herzog mit wechselnden Mitregenten seit 1397), der Agnes Bernauer 1435 ohne größere juristische Formalitäten bei Straubing in der Donau ertränken ließ. Neben den Festspielen erinnert eine 1436 im Auftrag Ernsts errichtete Kapelle auf dem Friedhof von St. Peter zu Straubing noch heute an die Bernauerin.

## Historischer Hintergrund

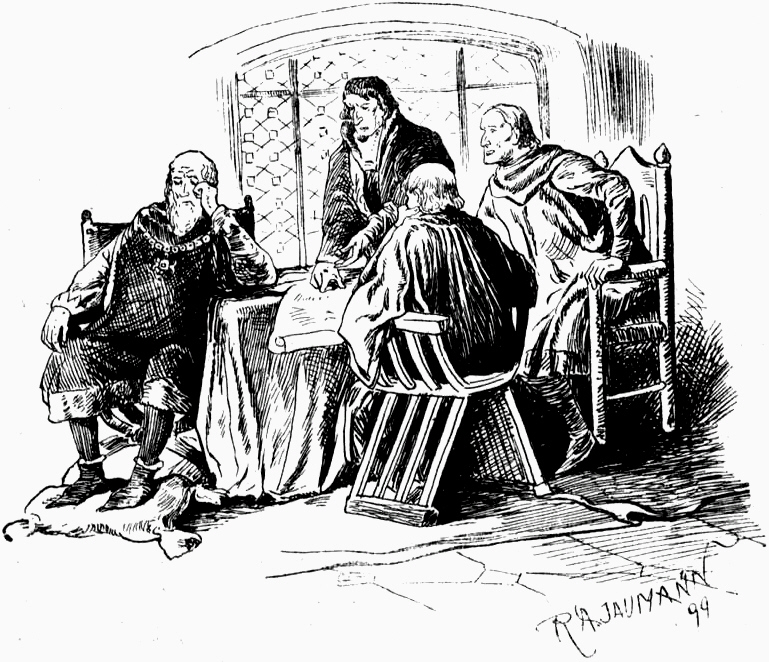
Herzog Ernst mit seinen Räten Aichstetter, Gundelfingen und Notthafft (Zeichnung von R. A. Jaumann, entstanden 1899)

Agnes Bernauer wurde wohl um 1410 geboren; sie gilt traditionell als Tochter des Augsburger Baders Kaspar Bernauer, dessen Existenz jedoch bisher nicht nachgewiesen werden konnte. Da der bayerische Herzogssohn Albrecht III. im Februar 1428 in Augsburg an einem Turnier teilnahm, wird oft angenommen, dass er Agnes bei dieser Gelegenheit kennenlernte und kurz darauf zu sich nach München holte.
Spätestens im Sommer 1432 war Agnes Bernauer eine feste Größe am Münchner Hof. Sie betrieb die Festnahme des Raubritters Münnhauser, der in die Alte Veste geflohen war, und erregte durch ihr selbstbewusstes Auftreten den Zorn der Pfalzgräfin Beatrix, der jüngeren Schwester Albrechts. Möglicherweise waren Agnes und Albrecht zu diesem Zeitpunkt bereits verheiratet, konkrete Beweise für eine Eheschließung existieren allerdings nicht. Albrechts häufige Aufenthalte auf Schloss Blutenburg seit Anfang 1433 und der Verkauf zweier in der Nähe gelegener Höfe an Agnes im Januar dieses Jahres lassen vermuten, dass das Paar zusammen dort lebte.
Herzog Ernst, Albrechts Vater, konnte die Gefährdung der Erbfolge durch die unstandesgemäße Verbindung seines einzigen Sohnes offensichtlich nicht akzeptieren. Während Albrecht auf einer Jagdveranstaltung seines Verwandten Heinrich von Bayern-Landshut weilte, ließ der alte Herzog Agnes verhaften und ohne weitere juristische Formalitäten am 12. Oktober 1435 bei Straubing in der Donau ertränken. Ernsts offizielle Begründung für die Hinrichtung der Bernauerin ist den Anweisungen zu entnehmen, mit denen er seinen Vertrauten Friedrich Aichstetter am 28. Oktober 1435 zu Kaiser Sigismund schickte.

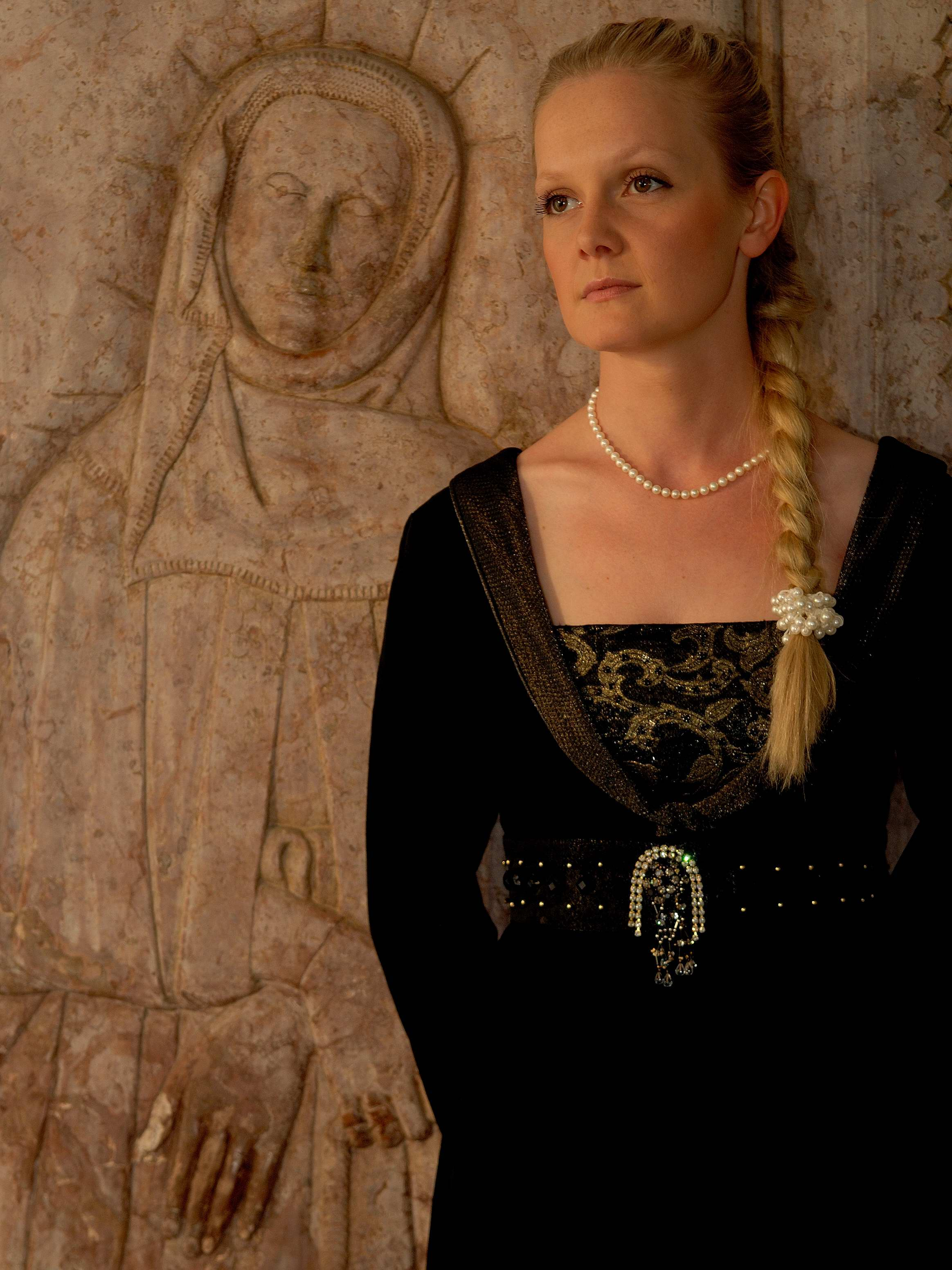
Die Agnes-Darstellerin der Festspiele 2007 in der Agnes-Bernauer-Kapelle

Agnes Bernauer sei ein „böses Weib“, sein Sohn ihretwegen schon seit Anfang der 1430er Jahre bedrückt gewesen. Ernst habe schließlich Angst um Albrechts Leben bekommen, zumal ihm zu Ohren gekommen sei, dass Agnes ihn selbst und seinen jungen Neffen Adolf, den Sohn seines Bruders und Mitregenten Wilhelm, ermorden wolle. Nachdem kein Ende der Bedrohung seiner Familie durch diese Frau abzusehen gewesen sei, habe er sie ertränken lassen. Leider habe nun allerdings Ludwig der Gebartete von Bayern-Ingolstadt, ein alter Rivale Ernsts, den der Kaiser bereits als Unruhestifter kenne, Albrecht an seinen Hof gezogen. Sigismund solle dem jungen Herzog empfehlen, zu seinem Vater zurückzukehren und dessen Anweisungen Folge zu leisten. Ernst habe seinem Sohn, dessen Beziehung zu Agnes Bernauer den Ruf der bayerischen Fürsten im Ausland beschädigt habe, schließlich nur helfen wollen.
Albrecht versöhnte sich schon nach einigen Monaten – vielleicht hatte tatsächlich der Kaiser ähnlich wie beim Preßburger Schiedsspruch einige Jahre zuvor zwischen den bayerischen Herzögen vermittelt – wieder mit seinem Vater und heiratete im November 1436 Anna von Braunschweig. Er selbst stiftete Agnes Bernauer noch im Dezember 1435 eine ewige Messe und einen Jahrtag im Straubinger Karmelitenkloster, Ernst ließ 1436, wohl um seinen Sohn zu besänftigen, im Friedhof von St. Peter zu Straubing eine Agnes-Bernauer-Kapelle errichten, die noch heute existiert.
Ob Agnes, wie von ihr selbst gewünscht, im Kreuzgang des Karmelitenklosters bestattet wurde oder Albrecht die Überführung der Gebeine in die ihr gewidmete Kapelle veranlasste, ist ungewiss. In den Boden der Kapelle wurde jedenfalls ein Grabstein aus rotem Marmor eingelassen, auf dem Agnes Bernauer nahezu in Lebensgröße dargestellt ist. Das Relief zeigt die Verstorbene mit dem Kopf auf einem großen Kissen liegend. Mit der rechten, von zwei Ringen geschmückten Hand hält sie einen Rosenkranz, zwei kleine Hunde zu ihren Füßen sollen ihr den Weg ins Jenseits weisen.

## Geschichte der Festspiele
In Straubing kamen schon seit 1790 immer wieder Bernauerdramen zur Aufführung, darunter die Trauerspiele von Joseph August von Toerring, Melchior Meyr und Martin Greif. Für 1913 sind Aufführungen von Greifs Agnes Bernauer, der Engel von Augsburg bezeugt. Auch die Tragödie Herzogin Agnes von Paul Langenscheidt, dem Sohn des Wörterbuchpioniers Gustav Langenscheidt, wurde gespielt.

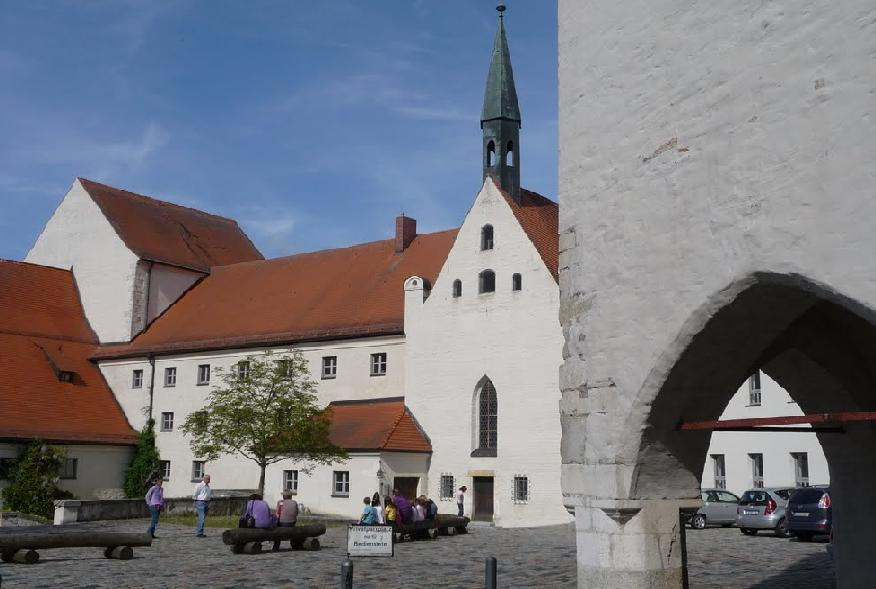
Der Innenhof des Straubinger Herzogschlosses

### Drittes Reich
Die ersten Agnes-Bernauer-Festspiele im Innenhof des Straubinger Herzogschlosses fanden 1935 auf Initiative der örtlichen NSDAP statt. Das zur Aufführung gebrachte Stück, Die Agnes Bernauerin zu Straubing, stammte von NSDAP-Kreiskulturwart Eugen Hubrich, der bereits für den Further Drachenstich und die 900-Jahr-Feier der Stadt Amberg Freilichtspiele geschrieben hatte. Die ersten Festspiele waren ein großer Publikumserfolg, und so fanden bereits 1937 erneut Agnes-Bernauer-Festspiele statt, diesmal unter der Schirmherrschaft des NSDAP-Gauleiters Fritz Wächtler.
Hubrich, nach eigenen Angaben „Nationalsozialist aus Idealismus […] aber auch mit Begeisterung“, wollte mit seinem Stück nicht nur den Tourismus ankurbeln, sondern auch der nationalsozialistischen Kunstauffassung gerecht werden. Seine Intention beschrieb er ganz im Stil der Zeit: „Die Ururenkel sollen so fühlen wie ihre Ahnen am gleichen Platze gefühlt haben, aber sie sollen dazu erkennen, daß Agnes ein Volksopfer war, das vom grausamen Mittelalter verschlungen wurde, das aber in Reinheit auferstehen kann in der glücklichen Zeit, die die Erneuerung des Blutes und der Sitte vom Volk her aus dem Urborn des Lebens verwirklicht.“

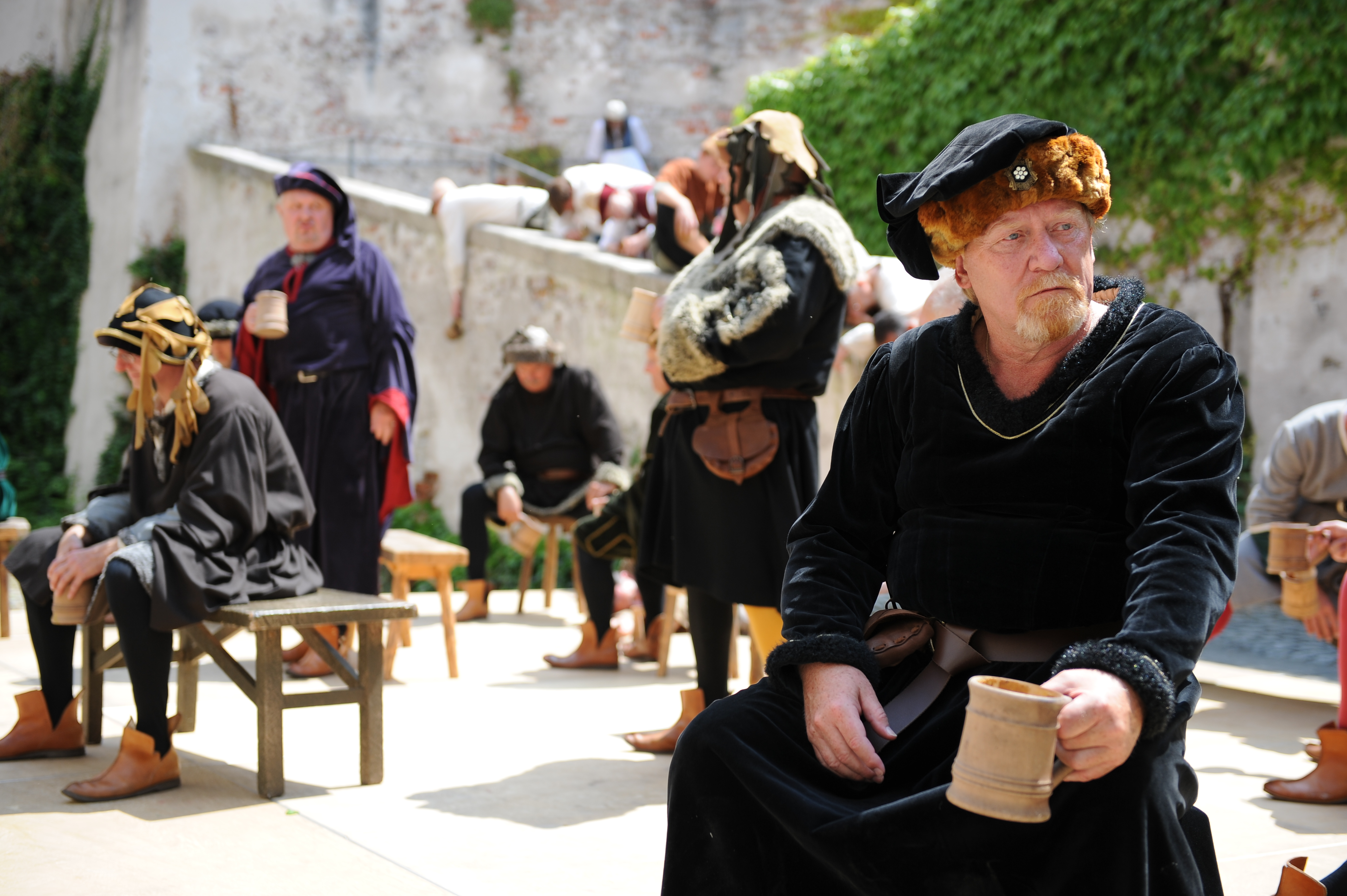
Wirtshausszene aus der Orff’schen Bernauerin von 2013

### Nachkriegszeit
Nach 1945 versuchten die Verantwortlichen der Straubinger Festspiele, die sich 1953 im Agnes-Bernauer-Festspielverein organisierten, mit immer neuen Bearbeitungen, Hubrichs vieraktige Bernauerin zu Straubing zu straffen, sprachlich zu modernisieren und von völkischem Gedankengut zu befreien.
Für die ersten Nachkriegsfestspiele 1952 und 1954 übernahm der Autor selbst diese Aufgabe. 1965 versuchte der Festspielverein vergeblich, Carl Orff, der sich in Die Bernauerin bereits mit dem Thema befasst hatte, für eine Überarbeitung des Hubrich-Stücks zu gewinnen. So nahmen 1968 und 1972 Regisseur Lutz Burgmayer, 1976 Klaus Schlette und 1980, 1984 und 1989 schließlich Regisseur Hans Vicari weitere Bearbeitungen vor.

### Neuere Stücke

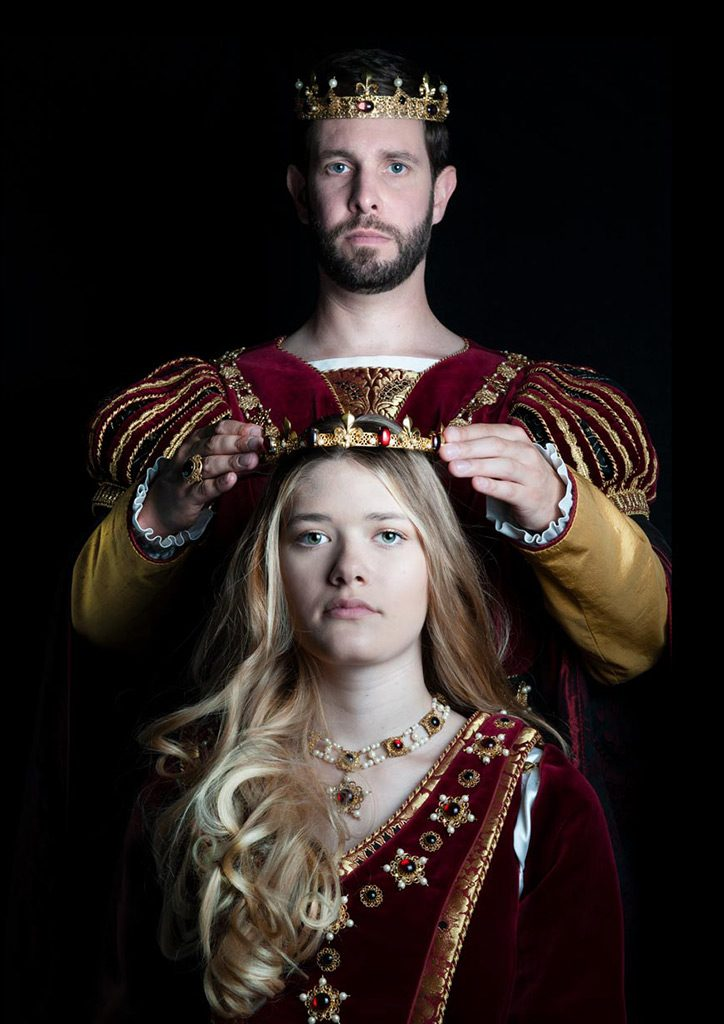
Das Herzogspaar der Agnes-Bernauer-Festspiele 2019

1994 beauftragte der Festspielverein nach langen Diskussionen und einem Autorenwettbewerb, der ohne eindeutiges Ergebnis geblieben war, Johannes Reitmeier und Thomas Stammberger mit der Erstellung eines neuen Stücks.
Seit 1995 wurde Agnes Bernauer. Ein Historienspiel in 15 Bildern wie zuvor Die Agnes Bernauerin zu Straubing alle vier Jahre im Innenhof des Straubinger Herzogsschlosses aufgeführt. 1995 und 1999 führte wie zuvor Hans Vicari Regie, 2003, 2007 und 2011 dann (Mit-)Autor Johannes Reitmeier. Die Festspiele zum fünfzigjährigen Vereinsjubiläum 2003 standen unter der Schirmherrschaft von Franz von Bayern, der als Oberhaupt des Hauses Wittelsbach ein entfernter Verwandter der Herzöge Ernst und Albrecht ist. 2011 und 2015 wurde ein Stück in zwölf Bildern gespielt, das wiederum aus Reitmeiers Feder stammte.
In den festspielfreien Jahren 1997, 2005 und 2013 wurde jeweils Orffs Bernauerin aufgeführt. Im Jahr 2017 erhielt der Festspielverein den Heimatpreis Bayern.
Der Text für die Festspiele 2019 wurde vom Journalisten und Autor Teja Fiedler verfasst, die Regie übernahm Andreas Wiedermann und die Schirmherrschaft der bayerische Ministerpräsident Markus Söder. Am 17. Mai 2018 wurden die Darsteller für Agnes und Albrecht offiziell vorgestellt, die Aufführungen fanden von 21. Juni 2019 bis 27. Juli 2019 statt. Aufgrund einer Kombination aus regnerischer Witterung und gutem Publikumszuspruch wurden insgesamt drei Zusatzvorstellungen angesetzt, wodurch sich die Festspielsaison um eine Woche verlängerte.

## Chronologische Übersicht
Wo nicht anders vermerkt, folgen die Angaben Dorit-Maria Krenn, Werner Schäfer: Wer war Agnes Bernauer? Straubing 2015, S. 84.
| Jahr | Autor(en)                                                             | Regisseur          | Agnes                              | Albrecht                           |
| ---- | --------------------------------------------------------------------- | ------------------ | ---------------------------------- | ---------------------------------- |
| 1935 | Eugen Hubrich                                                         | Fritz Schefbeck    | Mathilde Leser                     | Fritz Schefbeck                    |
| 1937 | Eugen Hubrich                                                         | Hans Pössenbacher  | Rola Angermeier Aloisia Firmthaler | Hermann Reichenberger Willi Lermer |
| 1952 | Eugen Hubrich                                                         | Josef Zeitler      | Frieda Slapeta                     | Willi Lermer                       |
| 1954 | Eugen Hubrich                                                         | Fritz Schefbeck    | Liesl Hölzlwimmer                  | Franz Forchheimer                  |
| 1957 | Eugen Hubrich                                                         | Fritz Schefbeck    | Renate Mayer Reserl Ebner          | Alfred Dick                        |
| 1960 | Eugen Hubrich                                                         | Fritz Schefbeck    | Erika Reitbauer Lilo Brosche       | Lutz Burgmayer                     |
| 1964 | Eugen Hubrich                                                         | Fritz Schefbeck    | Heidi Ziegmann Reserl Stegbauer    | Lutz Burgmayer                     |
| 1968 | Eugen Hubrich (bearbeitet durch Lutz Burgmayer)                       | Lutz Burgmayer     | Ortrun Rademacher Lilo Klaube      | Michael Hecht                      |
| 1972 | Eugen Hubrich (bearbeitet durch Lutz Burgmayer)                       | Lutz Burgmayer     | Ulrike Floßmann                    | Hubert Fischer                     |
| 1976 | Eugen Hubrich (bearbeitet durch Klaus Schlette)                       | Hans Vicari        | Birgit Floßmann                    | Karl-Heinz Schneider               |
| 1980 | Eugen Hubrich (bearbeitet durch Hans Vicari)                          | Hans Vicari        | Claudia Mayer                      | Reinhold Perlak                    |
| 1984 | Eugen Hubrich (bearbeitet durch Hans Vicari)                          | Hans Vicari        | Ulrike Kaunzner                    | Fritz Geisperger                   |
| 1989 | Eugen Hubrich (bearbeitet durch Hans Vicari)                          | Hans Vicari        | Rose-Marie Limbrunner              | Hannes Brunner                     |
| 1995 | Johannes Reitmeier, Thomas Stammberger                                | Hans Vicari        | Claudia Griessl Daniela Wrona      | Reinhard Röhrl Richard Hobmeier    |
| 1999 | Johannes Reitmeier, Thomas Stammberger (bearbeitet durch Hans Vicari) | Hans Vicari        | Feride Niedermeier                 | Rüdiger Kuchler                    |
| 2003 | Johannes Reitmeier, Thomas Stammberger                                | Johannes Reitmeier | Sabine Hilmer                      | Michael Wittenzellner              |
| 2007 | Johannes Reitmeier, Thomas Stammberger                                | Johannes Reitmeier | Carmen Hartmannsgruber             | Sascha Edenhofer                   |
| 2011 | Johannes Reitmeier                                                    | Johannes Reitmeier | Freya Hupf                         | Franz Aichinger                    |
| 2015 | Johannes Reitmeier                                                    | Alfred Jurgasch    | Anna Lummer                        | Daniel Edenhofer                   |
| 2019 | Teja Fiedler                                                          | Andreas Wiedermann | Kristina Kohlhäufl                 | Ben Gröschl                        |
| 2024 | Thomas Stammberger                                                    | Thomas Stammberger | Elena Hammerschmid                 | Sebastian Danner                   |